# Uryū Sotokichi

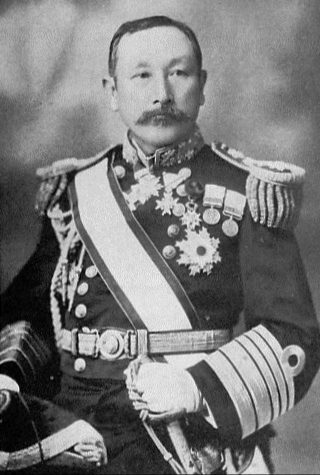
Admiral Uryū Sotokichi

Uryū Sotokichi (jap. 瓜生 外吉; * 27. Januar 1857 (traditionell: Ansei 4/1/2) in Kanazawa, Provinz Kaga; † 11. November 1937 in Tokio) war ein japanischer Admiral.
Uryū ist heute vor allem für seine Verdienste im Russisch-Japanischen Krieg von 1904/05 bekannt. So diente er als Befehlshaber im Seegefecht bei Tschemulpo gegen die russischen Kriegsschiffe Warjag und Korejez sowie in der Seeschlacht bei Tsushima.

## Leben
Uryū wurde einer der ersten Kadetten an der Akademie der Kaiserlich Japanischen Marine. Am 9. Juni 1875 wurde er an die United States Naval Academy in Annapolis (Maryland) geschickt. Nach Beendigung seiner Ausbildung kehrte er am 2. Oktober 1881 nach Japan zurück.
In den 1880er Jahren diente er an Bord verschiedener Schiffe, darunter der Korvette Kaimon, dem Panzerschiff Fusō und dem Panzerkreuzer Nisshin. Am 23. Juli 1891 übernahm er auf dem Kanonenboot Akagi sein erstes Kommando. 1891 folgte die Beförderung zum Kapitän zur See. Vom 5. September 1892 bis zum 31. August 1896 wurde er als Marineattaché nach Frankreich entsandt.
Nach Ausbruch des Ersten Japanisch-Chinesischen Krieges übernahm Uryū für kurze Zeit das Kommando über den Geschützen Kreuzer Akitsushima. Im Anschluss kommandierte er sein früheres Schiff, die Fusō.
Ein kurzer Gefängnisaufenthalt 1898 schien seiner Karriere nicht zu schaden. Am 1. Februar 1898 wurde er zum Kapitän des Geschützten Kreuzers Matsushima ernannt. Am 16. Juni 1898 übernahm er das Kommando über das Schlachtschiff Yashima. Am 21. Mai 1900 wurde Uryū zum Konteradmiral und Leiter des Admiralstabes ernannt.
Am 6. Juni 1904 erfolgte Uryūs Beförderung zum Vizeadmiral. Während des Russisch-Japanischen Krieges kommandierte Uryū das japanische Geschwader im Seegefecht bei Tschemulpo. Uryū ließ dabei den koreanischen Hafen von Incheon blockieren, in dem die russischen Schiffe Warjag und Korejez ankerten. Deren Ausbruchsversuch am 9. Februar 1904 blockierte Uryū erfolgreich, so dass beide russischen Schiffe in den Hafen zurückkehren mussten und dort von ihren Besatzungen selbst versenkt wurden. Für diese Leistung wurde er 1906 mit dem Orden der Aufgehenden Sonne (Kyokujitsushō) 1. Klasse und dem Orden vom Goldenen Weih (Kinshi kunshō) 2. Klasse ausgezeichnet. 
Uryū wurde am 22. November 1906 zum Kommandanten des Marinebezirks Sasebo (佐世保鎮守府, Sasebo chinjufu) der Küstenverteidigung ernannt. Am 21. September 1907 erhielt Uryū den Titel eines Danshaku (Baron) und wurde damit zu einem adligen Kazoku.
Es folgte am 1. Dezember 1909 die Ernennung zum Kommandanten der Marinebezirks Yokosuka (横須賀鎮守府, Yokosuka chinjufu). Am 16. Oktober 1912 wurde Uryū zum Admiral befördert. Als offizieller Vertreter Japans nahm er im selben Jahr an den Eröffnungsfeierlichkeiten des Panamakanals teil. Von 1922 bis 1925 war er Mitglied im Oberhaus des japanischen Reichstages, dem Kizokuin.
Uryū ging 1927 in den Ruhestand. Sein Grab befindet sich auf dem Friedhof Aoyama in Tokio.